# 1871年逝世人物列表
1871年逝世人物列表：1月 - 2月 - 3月 - 4月 - 5月 - 6月 - 7月 - 8月 - 9月 - 10月 - 11月 - 12月
下面是1871年逝世的知名人士列表。

## 1月

### 1月8日
- 何塞·特立尼達·卡瓦尼亞斯，宏都拉斯將軍、總統和民族英雄

### 1月13日
- 河上彥齋，幕府時代的日本劍客

### 1月15日
- 愛德華·德拉文，美國節制運動領袖

### 1月19日
- 新南威爾士州州長威廉·丹尼森爵士

### 1月25日
- Jeanne Villepreux-Power，法國海洋生物學家

### 1月29日
- 撒母耳·哈威·泰勒，馬薩諸塞州安多弗菲力浦斯學院第六任校長

## 2月

### 2月10日
- 艾蒂安·康斯坦丁·德·熱拉什，比利時第一任首相

### 2月12日
- 愛麗絲·卡里，美國詩人，菲比·卡里的妹妹

### 2月20日
- 保罗·凯恩，愛爾蘭出生的畫家

### 2月22日
- 查理斯·肖爵士，英國陸軍軍官和警察局長

### 2月23日
- 阿曼達·卡揚德，芬蘭醫學改革家[1]

## 3月

### 日期不詳
- Emma Fürstenhoff，瑞典花店

### 3月18日
- 奧古斯塔斯·德摩根，英國數學教授、數學家

## 4月

### 4月7日
- 威爾士王子亞歷山大·約翰
- 威廉·馮·泰格霍夫，奧地利海軍上將

### 4月30日
- 簡·克勞森，十幾歲的英國謀殺案受害者

## 5月

### 5月11日
- 約翰·赫歇爾，英國天文學家

### 5月12日
- Elzéar-Henri Juchereau Duchesnay，加拿大政治家

### 5月18日
- 康斯坦斯·托洛蒂，比利時沙龍女郎，文化贊助人

### 5月21日
- Antonija Höffern，斯洛維尼亞貴族和教育家[2]

### 5月23日
- 雅羅斯瓦夫·登布羅夫斯基，波蘭將軍

## 6月

### 6月9日
- 安娜·阿特金斯，英國植物學家

## 7月

### 7月5日
- 克莉絲蒂娜·特裡武爾齊奧·貝爾吉奧霍索，義大利貴族、愛國者、作家和記者

### 7月6日
- 卡斯特羅·阿爾維斯，巴西詩人和劇作家

### 7月15日
- 泰德·林肯，美國總統亞伯拉罕·林肯的小兒子

### 7月31日
- 菲比·卡里，美國詩人，愛麗絲·卡里的妹妹

## 8月

### 8月9日
- 約翰·派特森，新南威爾士州立法議會政治家

## 9月

### 9月16日
- 揚·埃拉齊姆·沃塞爾，捷克詩人、考古學家、歷史學家和文化復興主義者

### 9月20日
- 約翰·派特森，英國聖公會主教，傳教士（殉道）

### 9月21日
- 夏洛特·艾略特，英國讚美詩作家

### 9月23日
- 路易斯-约瑟夫·帕皮诺，加拿大政治家

## 10月

### 10月4日
- 薩雷爾·西利爾斯，Voortrekker 領袖、傳教士

### 10月7日
- 約翰·伯戈因爵士，英國陸軍元帥

### 10月16日
- 瑪莎·胡珀·布萊克勒·卡洛波塔克斯，美國傳教士、記者、翻譯

### 10月18日
- 查尔斯·巴贝奇，英國數學家、發明家

### 10月29日
- 安德里亞·德博諾，馬爾他商人和探險家[3]

## 11月

### 11月2日
- 阿塔莉亞·施瓦茨，丹麥作家、記者和教育家

### 11月22日
- 奧斯卡·詹姆斯·鄧恩，路易士安那州副州長

## 12月

### 12月21日
- 路易絲·阿斯頓，德國作家、女權主義者

### 12月28日
- 約翰·亨利·普拉特，英國神職人員、數學家